# Stade Paul-Delique
Le stade Paul-Delique est un stade de football situé à Abbeville dans les Hauts-de-France.
Il accueille les matches à domicile du club de football de la ville, le SC Abbeville Foot Côte Picarde, ainsi que le club Omnisports et la plupart de ses sections.
Il est nommé d'après un ancien joueur et président-fondateur du SC Abbeville, Paul Delique.

## Présentation

### Paul Delique
Né le 29 juillet 1885 à Fauquembergues (Pas-de-Calais), Paul Delique était négociant en vins à Abbeville. Un jour d'octobre 1901, il fonde avec quelques camarades du collège Courbet de la ville le Foot-Ball Abbevillois, qui deviendra rapidement le SC Abbeville. Joueur au début, il fut aussi le président du club de 1918 à 1922 puis en 1941-1942. Membre du Parti radical (centre gauche), il sera aussi maire d'Abbeville de 1925 à 1942 (démission), présent au conseil municipal de 1912 à 1942, et conseiller général du canton d'Abbeville-Nord de 1939 à 1945 (démission). En tant que président du SC Abbeville, il permet la création du stade des Sports situé chemin des Postes, inauguré en 1922. Paul Delique décéda le 28 août 1951 à Abbeville. De ce fait, le stade des Sports fut renommé en hommage le "Stade Paul-Delique". La rue menant du lycée Boucher de Perthes au stade est nommée "Rue Paul-Delique". 

### Robert Tyrakowski
Né le 5 mars 1944 à Marles-les-Mines, Robert Tyrakowski est un footballeur français d'origine polonaise. Joueur de l'US Auchel, il débarqua au SC Abbeville lors de la montée en CFA. Défenseur courageux et capitaine exemplaire, il restera dans l'équipe première jusqu'en 1974 alors en Division 3. Il reviendra au club en 1978 en tant qu'entraîneur en provenance de L'Étoile. Le SCA, alors promu de Division Honneur, va connaître deux montées successives et se retrouve en Division 2 en 1980. Il restera deux années de plus, connaissant deux maintiens dans cette division, inimaginable pour une bourgade picarde de 25 000 habitants dotée du plus petit budget de la D2. Après cet exploit, l'entraîneur partira dans des clubs de la région abbevilloise (Longpré-les-Corps-Saints, US Friville-Escarbotin, Gamaches, Saint-Valery-sur-Somme et Harondel) avant de revenir au SCA de 1994 à 1998, remontant alors en National 3 en 1996, et enfin en 2005-2006 pour une ultime saison en CFA2 en compagnie de l'ancien professionnel originaire d'Abbeville et Cambron (village voisin) Michaël Debève. Monsieur Tyrakowski décédera le 4 juillet 2008 à Grand-Laviers (village voisin d'Abbeville). De ce fait le terrain d'honneur est renommé "Terrain Robert-Tyrakowski" en hommage à l'entraîneur ayant changé à tout jamais l'histoire du SC Abbeville en le faisant accéder au monde professionnel alors qu'il n'était qu'un bon club amateur de niveau régional. 

### Histoire du stade
Inauguré le 24 septembre 1922, le Stade Paul Delique est le stade de l'équipe première du club et possède une capacité de 964 places assises et de 5 048 places au total. Le premier match disputé en nocturne se déroule entre le SC Abbeville et le Stade rennais FC, le 11 octobre 1980. De nombreux grands clubs ont foulé la pelouse du stade en compétition officielle tels le Paris Saint-Germain FC, le Lille OSC, le CS Sedan-Ardennes, le FC Rouen, le RC Lens, le Stade brestois 29, l'AS Nancy-Lorraine, l'En Avant Guingamp ou encore le Racing Club de Strasbourg.
Après la disparition de Robert Tyrakowski, le terrain d'honneur est rebaptisé en son nom. Le nom de Paul Delique restant en place pour l'ensemble du complexe sportif.
Lorsque les tours de Coupe de France se succèdent et que les terrains des clubs locaux ne sont pas adaptés, le stade Paul-Delique devient un stade à vocation régionale pour accueillir leurs matchs, comme ce fut le cas avec Auxi-le-Château le 17 décembre 1994 qui dû affronter l'ES Wasquehal, celui de l'AS Gamaches le 17 novembre 2018 qui a dû recevoir Le Havre AC ou encore celui de Nouvion le 20 septembre 2020 contre Saint-Valery-sur-Somme ou bien pour l'AS Menchecourt, quartier d'Abbeville, contre Saint-Riquier le 28 août 2022. Mise à part la Coupe de France, le stade reçoit aussi des finales de Coupes organisées par le district de la Somme (Coupe de la Somme, Challenge du District, etc.) mais aussi, comme le cas évoqué précédemment en Coupe de France avec des terrains non-conformes, des autres matchs de Coupe, comme notamment le club de Miannay (village voisin) pour sa demi-finale de Coupe de la Somme contre les professionnels de l'Amiens SC lors de la saison 1986-1987 ou encore le club d'Eaucourt-sur-Somme (là aussi village voisin d'Abbeville) pour son 1er tour de Coupe de la Somme contre la réserve du SC Abbeville en raison de travaux au stade d'Eaucourt, le 15 septembre 2019.
Pour information, le stade est classé "Niveau 3" par la FFF, et a les capacités minimales requises pour évoluer en National (D3) et les capacités pour jouer en CFA (D4). En Coupe de France, le stade peut accueillir les matchs jusqu'en 1/8e de finale grâce à sa classification FFF. Il est aussi classé en stade de catégorie 1 par l'UEFA, mais ne peut pas accueillir de matchs en Ligue Europa (C3) et encore moins en Ligue des champions (C1) pour des soucis de conformité et de sécurité (il faudrait pour cela un stade de catégorie 2 pour accueillir au moins un tour préliminaire).
Pendant la saison 2021-2022, le stade Paul-Delique ainsi que les deux autres stades d'Abbeville, le stade Saint-Frères de Rouvroy et le stade Jean-Barsol dans le quartier de Menchecourt, servent de décor au tournage du film Marinette de la réalisatrice Virginie Verrier.

### Football
Le stade Paul-Delique possède quatre terrains de foot : 
- le terrain d'honneur, ou terrain Robert-Tyrakowski, qui accueille les matchs de l'équipe première du club, qui évolue en Régional 2 et les matchs de l'équipe réserve lorsque la première joue à l'extérieur ;
- le terrain no 2 (dit « le terrain du bas »), où jouent l'équipe réserve lors des matchs de la première à domicile, ainsi que les matchs des jeunes ;
- le terrain no 3 (entouré par la piste), qui reçoit quelques matchs de tournoi de jeunes ;
- le terrain no 4 (derrière la tribune latérale), qui est le terrain d'entraînement de l'équipe première.

### Athlétisme
Le complexe possède aussi une piste d'athlétisme de 340 mètres et qui peut organiser des meetings de niveau régional, par le biais du SCA Athlétisme, mais aussi une piste de lancers et une salle de musculation.

### Tennis
Le Tennis Club Abbeville Baie de Somme joue ses matchs et s'entraîne dans le gymnase situé à l'entrée du stade côté secrétariat. Il possède aussi deux courts de tennis mais ne sont plus en état d'usage.

### Services administratifs
En bas des terrains, le stade contient les services administratifs des différents clubs (football et athlétisme) ainsi que les vestiaires des différentes sections. Les bureaux de la section tennis se situent de l'autre côté du gymnase.

## Records d'affluence
| Rang | Spectateurs | Compétition                 | Rencontre                                  | Date             |
| ---- | ----------- | --------------------------- | ------------------------------------------ | ---------------- |
| 1    | 12 000      | Coupe de France             | SC Abbeville (D2) - Paris SG (D1)          | 12 mars 1983     |
| 2    | 6 858       | Division 2                  | SC Abbeville - FC Rouen                    | 23 novembre 1980 |
| 3    | 6 303       | Coupe de France             | SC Abbeville (D2) - Amiens SC (D3)         | 14 janvier 1983  |
| 4    | 5 655       | Division 2                  | SC Abbeville - Stade de Reims              | 8 mai 1982       |
| 5    | 5 500       | Coupe de France             | SC Abbeville (D2) - LOSC Lille (D1)        | 31 mars 1988     |
| 6    | 5 487       | Division 2                  | SC Abbeville - Thionville FC               | 9 novembre 1980  |
| 7    | 5 393       | Division 2                  | SC Abbeville - Stade brestois 29           | 21 mars 1981     |
| 8    | 5 256       | Coupe de France             | SC Abbeville (PH) - CA Paris (D2)          | 23 décembre 1962 |
| 9    | 5 207       | Division 2                  | SC Abbeville - Melun Football Club         | 16 octobre 1987  |
| 10   | 5 071       | Division 2                  | SC Abbeville - Stade rennais               | 11 octobre 1980  |
| 11   | 5 058       | Division 2                  | SC Abbeville - AS Beauvais Oise            | 7 septembre 1985 |
| 12   | 5 000       | DH Nord                     | SC Abbeville - Amiens SC                   | 18 février 1957  |
| 13   | 4 882       | Division 2                  | SC Abbeville - Angers SCO                  | 5 août 1981      |
| 14   | 4 500       | Division 2                  | SC Abbeville - EA Guingamp                 | 16 août 1980     |
| 15   | 4 500       | Division 2                  | SC Abbeville - RC Lens                     | 22 juillet 1989  |
| ...  | 2 600       | Coupe de France             | AS Gamaches (DH) - Le Havre AC (L2)        | 17 novembre 2018 |
| ...  | 2 311       | PH Picardie                 | SC Abbeville - AS Gamaches                 | 18 avril 1993    |
| ...  | 2 129       | Coupe de France             | Auxi-le-Château (PID) - ES Wasquehal (CFA) | 17 décembre 1994 |
| ...  | 2 122       | Coupe de France             | SC Abbeville (PH) - Amiens SC (N)          | 10 octobre 2015  |
| ...  | 1 243       | Régionale 2 Hauts-de-France | SC Abbeville - AS Gamaches                 | 23 avril 2023    |

## Affluences moyennes par saison
La meilleure moyenne de spectateurs au stade Paul-Delique remonte à la saison 1980-1981 lorsque le SC Abbeville a disputé sa première saison en Division 2 devant 4 403 spectateurs.
Affluences moyennes au stade Paul-Delique depuis 1960